# Irmengardia johnsoni
Irmengardia johnsoni is een krabbensoort uit de familie van de Gecarcinucidae. De wetenschappelijke naam van de soort is voor het eerst geldig gepubliceerd in 1985 door Ng & Yang.